# Hans Osieck
Hendrik Willem (Hans) Osieck (Amsterdam, 25 januari 1910 – Bloemendaal, 22 juni 2000) was een Nederlands componist.
Hij is zoon van graanhandelaar Jacobus Casparus Osieck (Osieck en Co) en Katharine Rudolphine Herbst. Hij werd geboren in Amsterdam, maar het gezin trok al snel naar Bloemendaal, aldus zijn militaire keuring (hij werd direct ongeschikt verklaard). Die registratie meldde ook dat het huwelijk van zijn ouders inmiddels (1928) ontbonden was.
Hij werd opgeleid tot pianist met beginnende studies bij Elisabeth Aghina in Bloemendaal en Piet Vincent. Hij doorliep het Kennemer Lyceum en wilde architectuur studeren in Stuttgart; het werd echter de Musikhochsule aldaar met leraren Walther Rehberg en Max Paumer. Ook kreeg hij enige tijd les van Yvonne Lefébure. De beginselen voor compositie werden hem bijgebracht door Felix Petyrek en Hermann Keller, maar hij koos vooral zijn eigen weg. Hij wordt dan ook als autodidact omschreven, met invloeden van Maurice Ravel en Claude Debussy en met dank aan Lefébure.
Zijn naam duikt op in de jaren twintig wanneer hij al improviserend in het Kennemer Lyceum (Osieck was er nog leerling) de Amerikaanse oorlogsfilm De groote Parade begeleidt. Een jaar eerder begeleidde hij ook een toneelstuk. In 1934 speelde hij in het Kurhaus een eigen pianoconcert (later teruggetrokken) onder leiding van Carl Schuricht met het Kurhausorkest (opgebouwd uit leden van het Residentie Orkest). Schuricht gaf hem daarbij nog enkele compositorische adviezen mee; Osieck zou het werk te dicht orkestreren. Een ander vroeg werk was de operette Porceleinen harten, dat op hetzelfde lyceum werd uitgevoerd.
Een ander memorabel optreden vond plaats in het Kurhaus in Wiesbaden. Opnieuw speelde hij onder leiding van Schuricht met het plaatselijk Kurhausorkest. Hij speelde er zijn Fantasie over een Nederlands volkslied (voor piano en orkest), variaties op het Nederlandse volksliedje In een blauw geruite kiel. Het werk werd daarna snel opgepakt door het Concertgebouworkest onder leiding van Eduard van Beinum.
Zijn loopbaan kent een stilte tijdens de Tweede Wereldoorlog; hij weigerde zich aan te sluiten bij de Nederlandsche Kultuurkamer. Vlak na de bevrijding pakte Osieck de draad weer op. Zijn eerste concertino vond zijn weg naar Sergiu Celibidache en de Berliner Philharmoniker, zijn tweede naar Rafael Kubelík en het Concertgebouworkest (1952); het pianoconcert naar opnieuw Van Beinum en het Concertgebouworkest (1958).
Zijn meeste werken grijpen terug op de piano:
- 1937: Pianoconcertino nr. 1
- 1942: Concert voor twee piano’s en orkest
- 1950: Pianoconcertino nr. 2
- 1954: Pianoconcert (opgedragen aan Toon Verhey)
- 1971: Pianoconcertino nr. 3
- 1975: Korte karakterschetsen.

Osieck bleef als concertpianist werkzaam en gaf les in Wassenaar en de Muziekschool Eindhoven. Hij woonde toen enige tijd in Eindhoven en Heeze. In die peiode werd hij benoemd tot ridder in de Orde van Oranje-Nassau, tezamen met coryfeeën Herman Emmink, Herman Kuiphof, Ank Reinders en Rita Reys.
Hij ontving in 1989 samen met Piet Kee de Jos de Klerkprijs; Kee voor zijn orgelspel, Osieck voor zijn oeuvre.
In 1990 werd hij 80 jaar; het Brabants Orkest onder leiding van Thomas Sanderling eerde hem met zijn suite René.
Osieck is via zijn zuster Margarethe Katharine Osieck oom van diplomaat Ronald Henry Loudon.
- Gemeinsame Normdatei: 135249198
- International Standard Name Identifier: 0000 0001 1438 1332
- Library of Congress Control Number: n80071590
- Nederlandse Thesaurus van Auteursnamen: 107619628
- Virtual International Authority File: 13610437